# Ruteloryctes
Ruteloryctes (лат.) — род пластинчатоусых жуков из подсемейства Dynastinae. Афротропика. 2 вида.

## Описание
Среднего размера жуки. От близких родов отличается следующими признаками: клипеус выступающий вперёд, окраска буровато-чёрная, средние тазики почти соприкасаются, фронтклипеальная бороздка медиально неполная, передние голени самок и самцов с 3 латеральными зубцами. Самцы отличаются увеличенными передними ногами и крупными коготками. .
Вид Ruteloryctes morio известен в качестве опылителя цветущих ночью растений  Nymphaea lotus L., и эта их ассоциация обнаружена в таких странах как Нигерия, Сенегал, Берег Слоновой Кости.

### Виды
- Ruteloryctes bis Dechambre, 2006[7]
- Ruteloryctes morio (Fabricius, 1798)[8]